# Villagran Cabrita
João Carlos de Villagran Cabrita (Montevidéu, 30 de dezembro de 1820 — Itapiru, 10 de abril de 1866) foi um engenheiro militar brasileiro. Villagran Cabrita é o patrono da arma de engenharia do Exército Brasileiro.

## Biografia

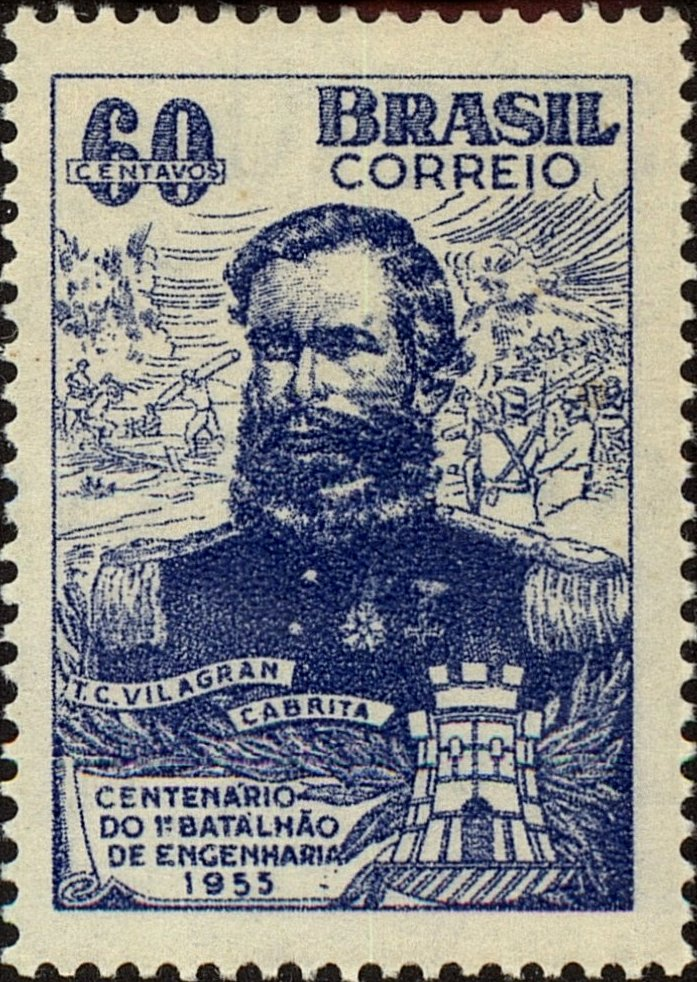
Vilagran Cabrita em selo postal em homenagem ao centenário do 1.º Batalhão de Engenharia (1953).

Nasceu em 30 de dezembro de 1820 em Montevidéu, na Província Cisplatina, conquistada pela coroa portuguesa em 1816. Foi reconhecido como cadete em 1840, pois seu pai, Major Francisco de Paula Avelar Cabrita, servia ao Exército Português em Montevidéu. Alferes em 1842, serviu no 1.º Batalhão de Artilharia a pé,
e, depois em Pernambuco, diplomando-se, como bacharel em Matemáticas e Ciências Físicas, em 1847. Participou da criação da primeira unidade de Engenharia do Exército Brasileiro, o 1.º Batalhão de Engenharia, partindo com ela para a Guerra do Paraguai, em junho de 1865. No ano seguinte assumiu o comando do batalhão.
Herói em Itapiru onde desembarcou, na madrugada de 10 de abril de 1866, com seu batalhão de 900 homens em uma ilha em frente ao forte inimigo, no que foi o primeiro combate ocorrido em território paraguaio. Após vencidos os combates, enquanto redigia o relatório do Combate do Banco de Itapiru, a bordo de um lanchão, foi atingido, por volta das 14 horas, por um estilhaço de artilharia que lhe tirou a vida. Seu nome foi dado à ilha (Ilha do Cabrita). História não confirmada relata que ele foi morto por uma granada disparada pelo tenente de artilharia A. Bruguez, que tinha sido seu melhor aluno nos tempos em que fora conselheiro militar no Paraguai.
O batalhão de engenharia de combate, no qual se destacou, recebeu o nome de Villagran Cabrita (1938).
É o patrono da arma de engenharia do Exército Brasileiro, que comemora seu dia em 10 de abril.

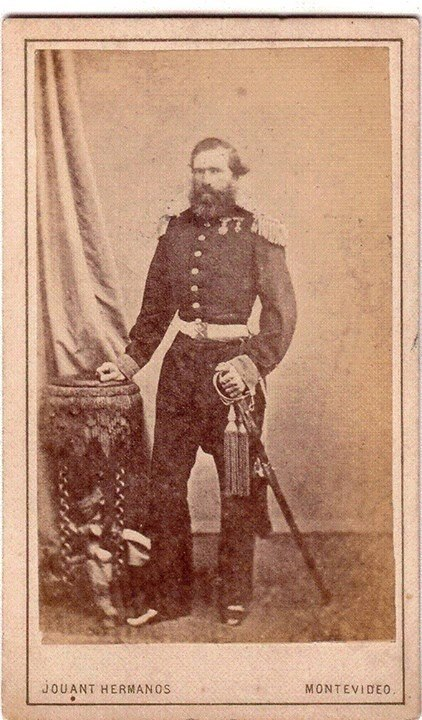
Villagran Cabrita.